# Pleuroziopsis ruthenica
Pleuroziopsis ruthenica là một loài rêu trong họ Pleuroziopsaceae. Loài này được (Weinm.) Kindb. ex E. Britton mô tả khoa học đầu tiên năm 1906.